# Lužany (powiat Jiczyn)
Lužany – gmina w Czechach, w powiecie Jiczyn, w kraju hradeckim. Według danych z dnia 1 stycznia 2014 liczyła 584 mieszkańców.